# Висотна відмітка
Висотна відмітка, висотна позначка (рос. высотная отметка, англ. bench mark, elevation, level; нім. Höhenmarke f, Höhenpunkt m, Höhenkote f, Höhenzahl f) — у маркшейдерії, геодезії — числове значення відстані по вертикалі від прийнятої початкової горизонтальної поверхні (умовного горизонту, рівня моря) до даної точки.